# 海樂·李
海樂·賓漢·李（英語：Harold Bingham Lee，1899年3月28日—1973年12月26日)，舊譯李海樂，為耶穌基督後期聖徒教會第11任總會會長。
海樂·李畢業於愛達荷州阿爾比恩的師範學院，於1917年開始擔任中學校長，隨後就讀猶他大學時，他也在猶他州鹽湖郡兼任兩間學校的校長。1928年至1933年，海樂·李擔任基本出版社經理，而後擔任鹽湖城的市政專員。1930年，海樂·李被召喚為支聯會會長，以31歲的年齡成為當時教會歷年來最年輕的支聯會會長。在經濟大蕭條期間，海樂·李在支聯會組織了一項福利計畫並設立主教倉庫，為教會成員提供必需的食物與生活用品，由於計畫推行相當成功，1936年，海樂·李被召喚為教會福利計劃的總經理。至今教會仍持續施行該計畫。
在1941年被召喚為教會使徒後，海樂·李便辭去公職，全職負責教會事工。1972年，海樂·李繼任成為教會總會會長。現今楊百翰大學的總圖書館海樂·李圖書館便是以其名命名。